# 拉诺埃普兰
拉诺埃普兰（法語：La Noë-Poulain，法語發音：[la nɔe pulɛ̃]）是法国厄尔省的一个市镇，位于该省西北部，属于贝尔奈区。该市镇总面积4.7平方公里，2009年时的人口为201人。

## 人口
拉诺埃普兰人口变化图示